# حسین الثائر
حسین الثائر از علویان گیلان بود که پس از مرگ برادرش، ابوالفضل الثائر و مرگ زودهنگام برادرزاده‌اش، ابوالحسین مهدی قائم بالحق، در اثر آبله، به حکومت علویان رسید. او بر سر تصرف شهر هوسم در گیلان با حکومت زیاریان درگیر شد و در نبردی که شکل گرفت، لنگر پسر وشمگیر او را شکست داده و اسیر کرد. لنگر دستور داد یک چشم حسین الثائر را کور کردند و در زندان انداختند. الثائر تا زمان به حکومت رسیدن بیستون زیاری در حبس بود و این هنگام بیستون با تغییر سیاست نسبت به وقایع گیلان، حسین را آزاد کرده و با لشکری به هوسم فرستاد تا آن منطقه را از ابومحمد ناصری بگیرد. حسین الثائر نتوانست در این مبارزه موفق شود و ابومحمد دستور قتل او را داد. پس از آن پسر حسین به نام ابوالحسن علی ثائر توانست با اخراج علویان ناصری، تحت لوای زیاریان به حکومت هوسم دست یابد.